# Reader of the Runes - Divination
Reader of the Runes - Divination è il decimo album in studio del gruppo musicale folk/power metal italiano Elvenking, pubblicato il 30 agosto 2019 dalla AFM Records.

## Tracce
1. Perthro – 1:24
2. Heathen Divine – 4:58
3. Divination – 3:11
4. Silverseal – 3:40
5. The Misfortune of Virtue – 5:19
6. Eternal Eleanor – 4:06
7. Diamonds in the Night – 1:22
8. Under the Sign of a Black Star – 4:14
9. Malefica Doctrine – 4:58
10. Sic Semper Tyrannis – 3:56
11. Warden of the Bane – 4:43
12. Reader of the Runes - Book I – 10:44

## Formazione
- Damna – voce
- Aydan – chitarra
- Rafahel – chitarra
- Jakob – basso
- Lancs – batteria
- Lethien – violino